# 布兰科拱门

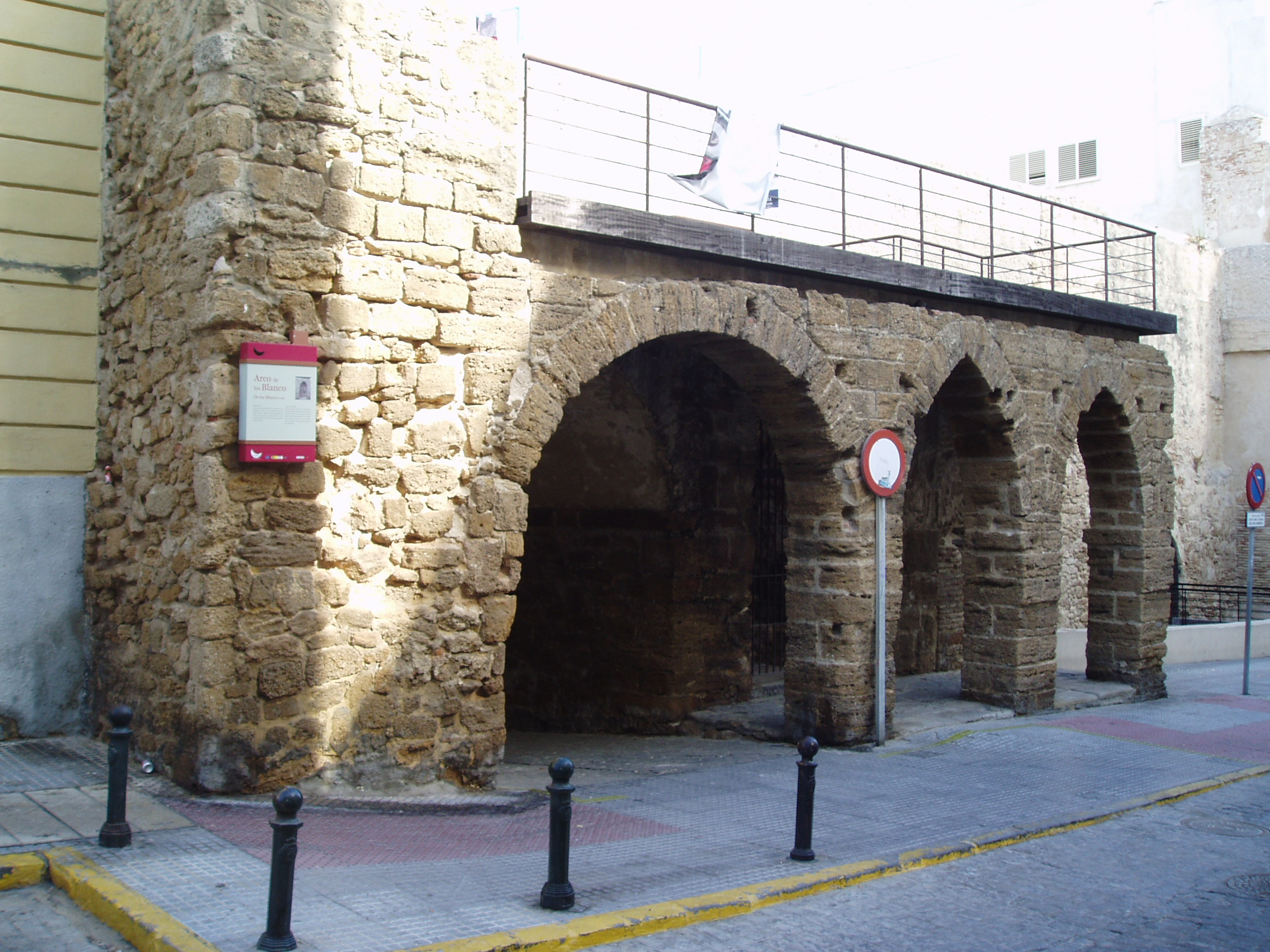

布兰科拱门（西班牙語：Arco de los Blanco）是古罗马城门的遗迹。最初称为“陆地之门”（Puerta de Tierra），位于西班牙加的斯，类似珀普罗拱门（Arco del Pópulo）。名字源自于布兰科家族。

## 历史

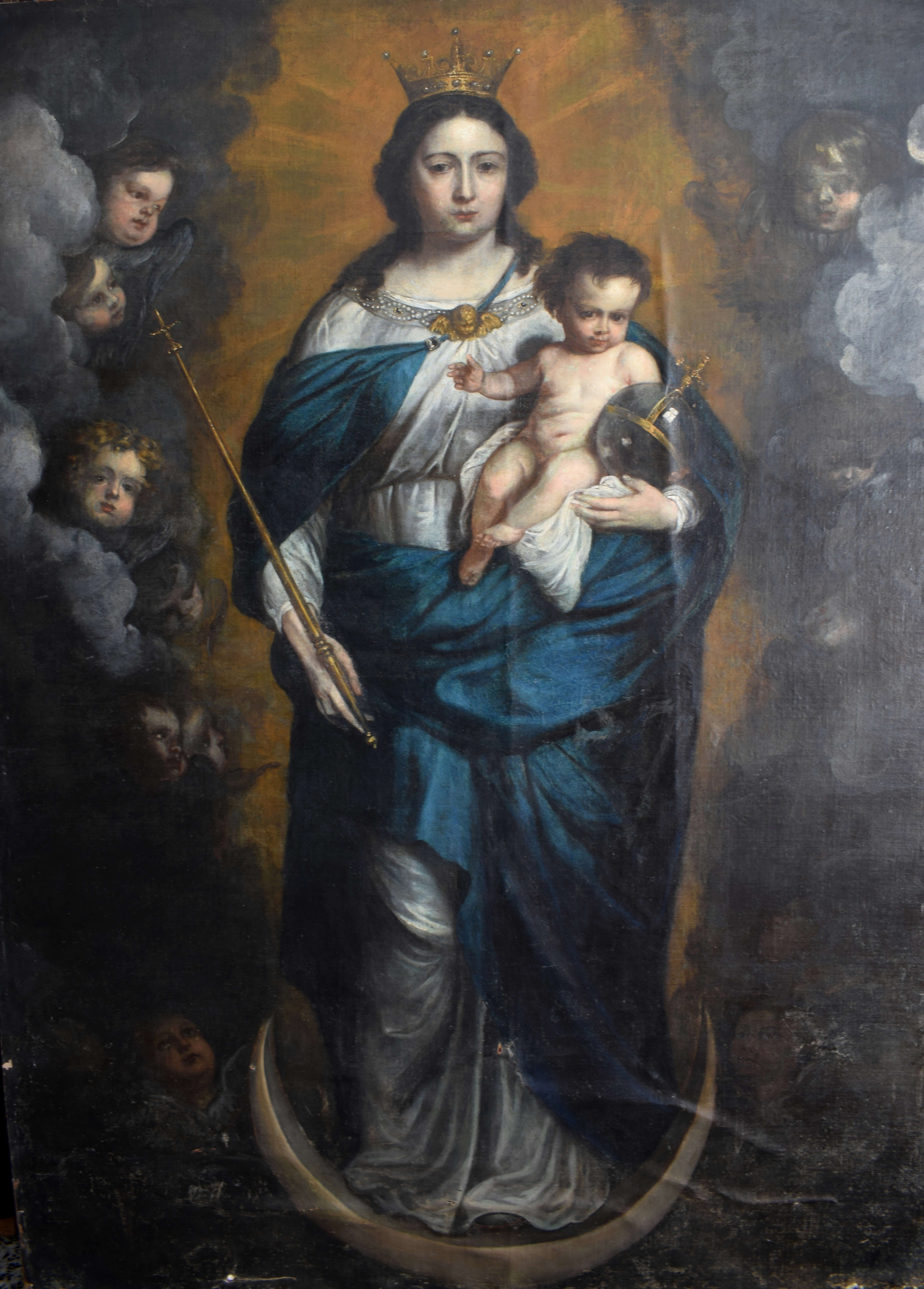

17世纪，费利佩·布兰科 (Felipe Blanco) 的家族曾在拱门上方建造了一座供奉圣母的小堂。外部门廊对应于中世纪城镇的主入口或Puerta de Tierra，带有尖拱，它必须与其他防御工事和城堡同时建造。罗马剧院遗址的一部分位于其下。拱门只保留了后部，在16世纪为拓宽街道而拆除了外墙。
圣母的雪花石膏雕像，来自意大利，可能是16世纪的作品。
由于城墙和城门失去军事意义，而且只封闭了城市的一小部分，拱门遭废弃，濒临坍塌，因此在1602年修复。

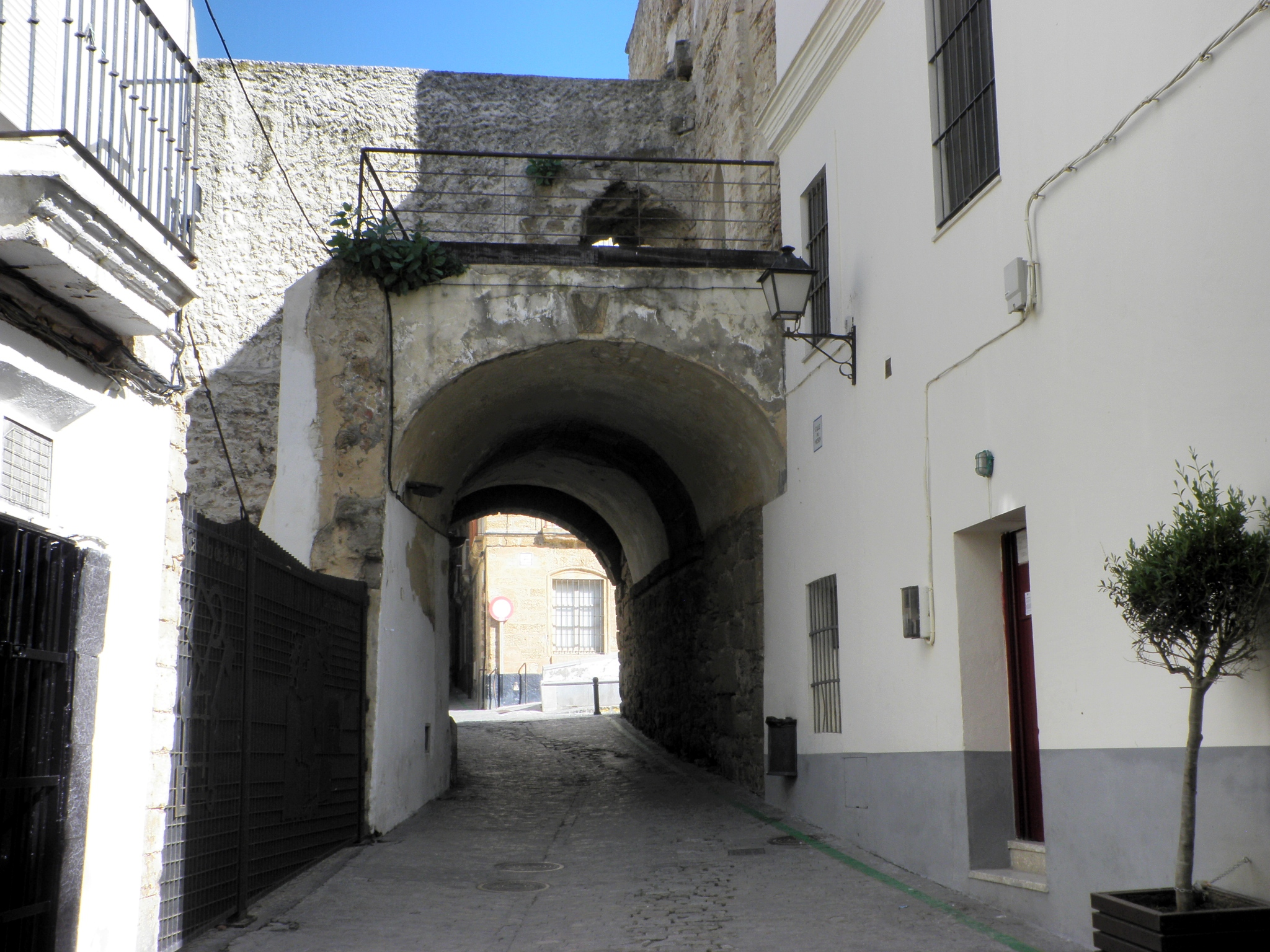

小堂于1635年完工，这一日期标明在立面。

## 保护
拱门已公布为西班牙文化财产。